# Troglophilus bukoviki
Troglophilus bukoviki är en insektsart som beskrevs av Karaman, Z. 1968. Troglophilus bukoviki ingår i släktet Troglophilus och familjen grottvårtbitare. Inga underarter finns listade i Catalogue of Life.